# James Roche, III barone Fermoy
James Boothby Burke Roche, III Barone Fermoy (Middlesex, 28 luglio 1852 – Westminster, 30 ottobre 1920), era un pari irlandese e un membro del Parlamento (MP) nella Camera dei comuni del Regno Unito. Fu il bisnonno di Diana, Principessa del Galles.

## Biografia
Nacque a Twyford Abbey nel Middlesex nel 1852, il figlio di Edmond Burke Roche, e di sua moglie Eliza Caroline nata Boothby. Fu educato al Trinity College a Cambridge.
Visitò gli Stati Uniti dove conobbe e sposò l'ereditiera Frances Ellen Work il 22 settembre 1880 a Christ Church a New York. Il matrimonio non fu un successo e i due si separarono nel dicembre 1886. Le fu concesso un divorzio sulla base dell'abbandono il 3 marzo 1891 a Wilmington nel Delaware.
Ebbero quattro figli, gemelli maschi e due femmine:
- Eileen (nata e morta nel 1882).
- Cynthia (10 aprile 1884 − 8 dicembre 1966), sposò Arthur Scott Burden (morto nel 1921) nel 1906 e poi Guy Fairfax Cary (morto nel 1950) nel 1922. È la bisnonna matrilineare dell'attore americano Oliver Platt.
- Edmund Maurice Burke (15 maggio 1885 – 8 luglio 1955), che fu il nonno di Diana, Principessa del Galles.
- Francis George Burke (15 maggio 1885 – 30 ottobre 1958), morì celibe.[4]

Il 1º settembre 1920 succedette a suo fratello come Barone Fermoy. Appena due mesi dopo morì all'Artillery Mansions a Westminster. Fu sepolto al St Marylebone Cemetery a Finchley il 3 novembre 1920.

## Trattamento
- 1852–1856: James Boothby Burke Roche
- 1856–1896: The Hon James Boothby Burke Roche
- 1896–1900: The Hon James Boothby Burke Roche, MP
- 1900–1920: The Hon James Boothby Burke Roche
- 1920: The Rt Hon James Boothby Burke Roche, 3rd Baron Fermoy